# 악마 핵

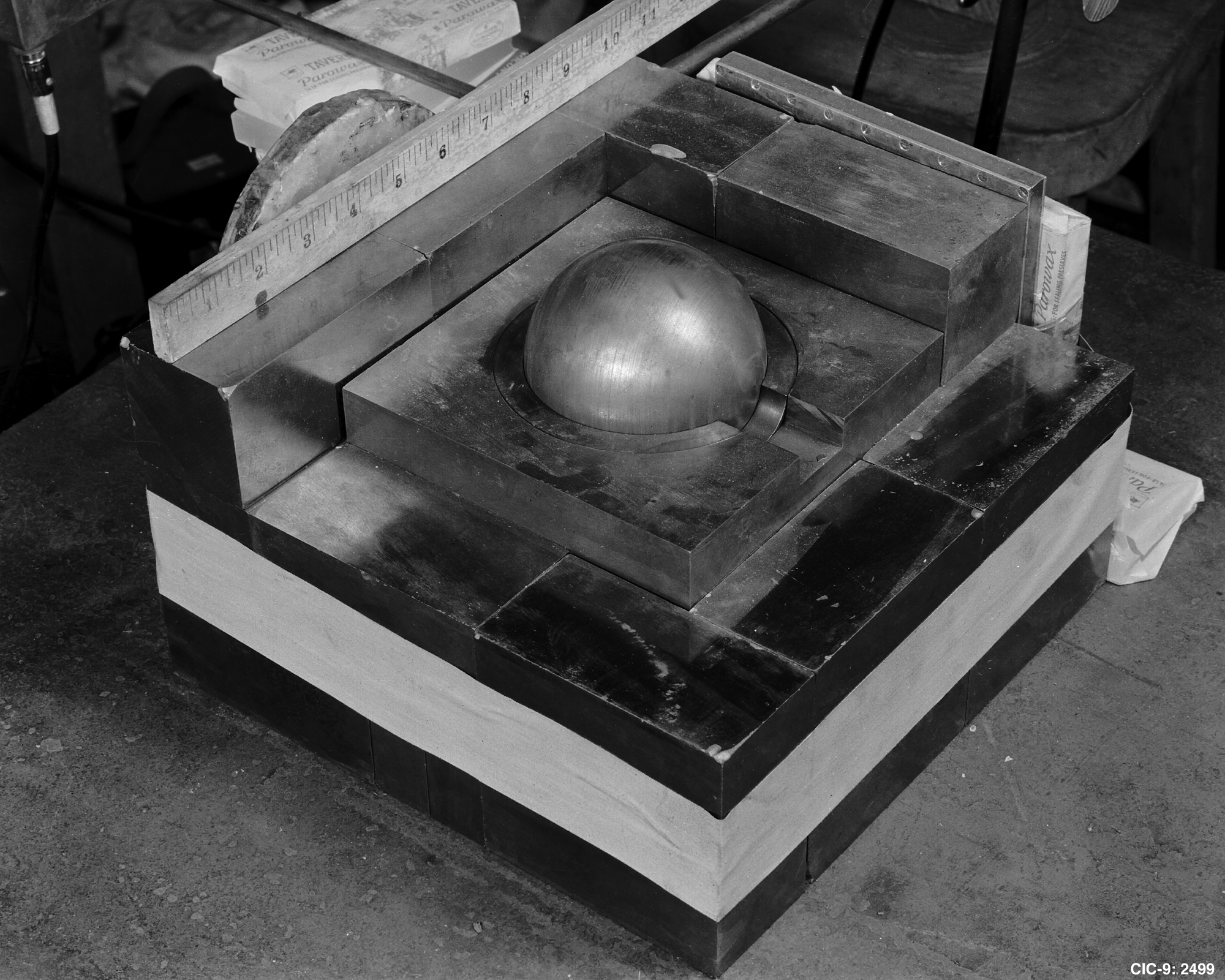
1945년 사건에 관련된 실험을 재현. 플루토늄 구는 중성자 반사체 역할을 하는 탄화 텅스텐 블록으로 둘러싸여 있다.

악마 핵(demon core)은 과학자들이 초기 원자 폭탄의 핵분열 핵심으로 시험했을 때 치명적인 방사선 사고 두 건에 연루된 플루토늄 구체였다. 1945년 제2차 세계 대전 중 미국의 핵무기 개발 노력인 맨해튼 계획에서 제조되었다. 무게가 6.2 kg이고 지름이 8.9 cm인 임계 질량이었다. 핵은 일본에 투하될 세 번째 핵무기의 일부로서 태평양 전구로 운송되도록 준비되었지만, 일본이 항복했을 때 핵은 다른 갈등이 발생할 경우 실험과 잠재적인 사용을 위해 보관되었다.
두 임계 사고는 1945년 8월 21일과 1946년 5월 21일에 뉴멕시코주 로스 앨러모스 연구소에서 발생했다. 두 경우 모두 핵분열성 물질을 둘러싼 밀도가 높은 물질층인 탬퍼를 써서 핵이 임계 상태에 얼마나 가까운지 보여주기 위한 실험이었다. 그런데도 핵은 우연히 임계 상태로 전환되었다. 물리학자 해리 더그힐란(첫 번째 사고)과 루이스 슬로틴(두 번째 사고)은 모두 급성 방사선 증후군을 겪었고 그 직후 사망했다. 동시에 연구소에 있던 다른 사람들도 노출되었다. 핵은 1946년 여름에 녹여졌고, 그 물질은 다른 핵에서 쓰기 위해 재활용되었다.

## 같이 보기
- 세실 켈리 임계 사고